# Râul Manoli
Râul Manoli este un curs de apă, afluent al râului Tazlăul Sărat. 